# Neargyria persimilis
Neargyria persimilis là một loài bướm đêm trong họ Crambidae.